# Mémorial de Bell Telephone
Le mémorial de Bell Telephone, aussi connu comme le mémorial Bell, est un monument commémorant l'invention du téléphone par Alexander Graham Bell en juillet 1874 à sa maison familiale à Brantford en Ontario (Canada).
En 1906, les résidents de Brantford et du comté de Brant ont formé le Bell Memorial Association. Le comité du design a lancé un concours demandant aux sculpteurs de deux continents de soumettre leur proposition pour un mémorial. Le gagnant du concours a été le sculpteur canadien Walter Seymour Allward de Toronto. Le mémorial était initialement prévu en 1912, mais Allward, aidé der son assistant Emanuel Hahn, le termina seulement cinq ans plus tard. Le gouverneur général Victor Cavendish, inaugure le monument le 24 octobre 1917.
Allward a conçu son monument dans le but de symboliser la capacité du téléphone d'abattre les longues distances. Une série d'escaliers mène à la principale structure où la figure allégorique de l'Inspiration, qui flotte dessus un homme couché qui découvre son pouvoir de transmettre le son dans l'espace, et qui pointe vers trois autres figures flottantes représentant le savoir, la joie et la tristesse de l'autre côté du bas-relief. Le bas-relief est encadré de deux autres monuments représentant des figures féminines à gauche et à droite de celui-ci. L'une envoie un message et l'autre le reçoit.
Le mémorial de Bell Telephone a été décrit comme l'une des meilleures œuvres d'Allward. Il a donné au sculpteur la notoriété qui a permis à Allward la création du mémorial de Vimy en France. Le mémorial est devenu une place importante à Brantford et est utilisé dans plusieurs évènements publics. La ville s'est aussi surnommée "The Telephone City".

## Histoire

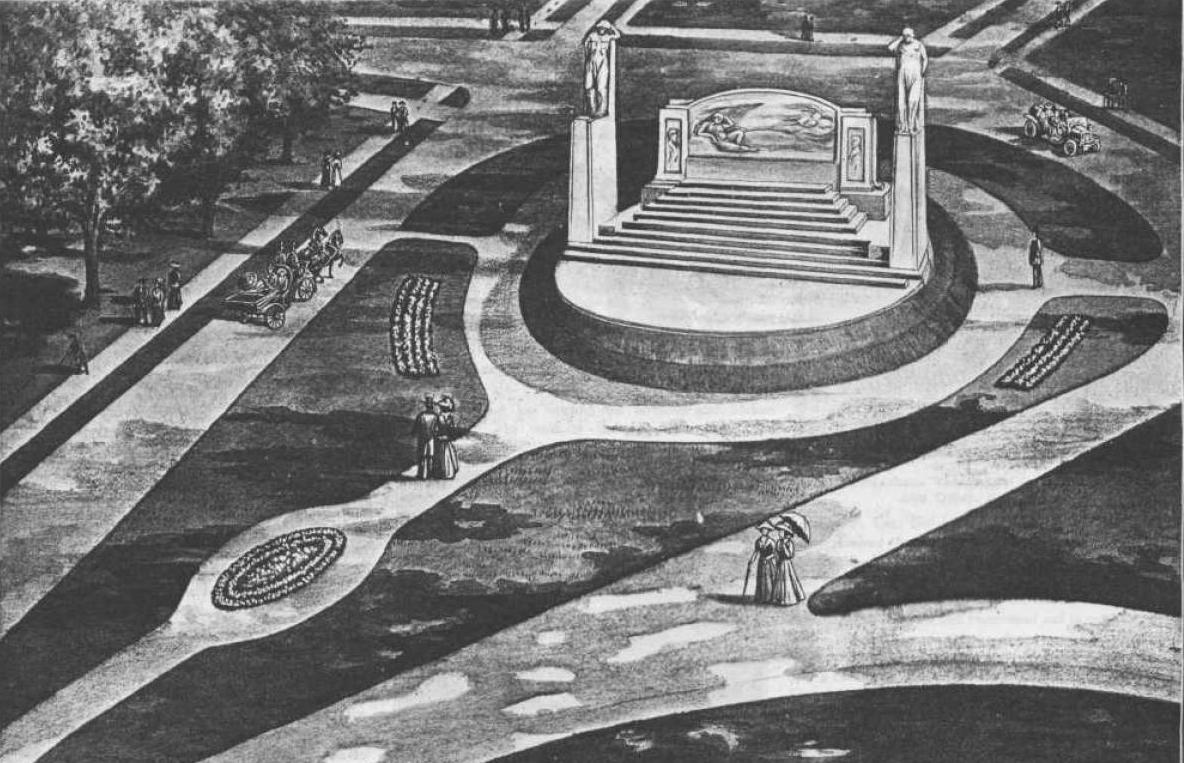
Un des concepts du mémorial et des jardins Alexander Graham Bell vers 1909.

Alexander Graham Bell a conçu les aspects techniques du téléphone et l'a inventé en juillet 1874, alors qu'il résidait à la ferme de ses parents à Tutelo Heights (nommé d'après la nation amérindienne qui habitait la région), aux limites de Brantford, en Ontario. Il raffinera son design à Brantford après avoir développé le premier prototype à Boston. La première usine de téléphone du Canada, qui a été élaboré par James Cowherd, était un édifice de trois étages qui a rapidement fabriqué les téléphones pour le système Bell, donnant à la ville son surnom de The Telephone City.

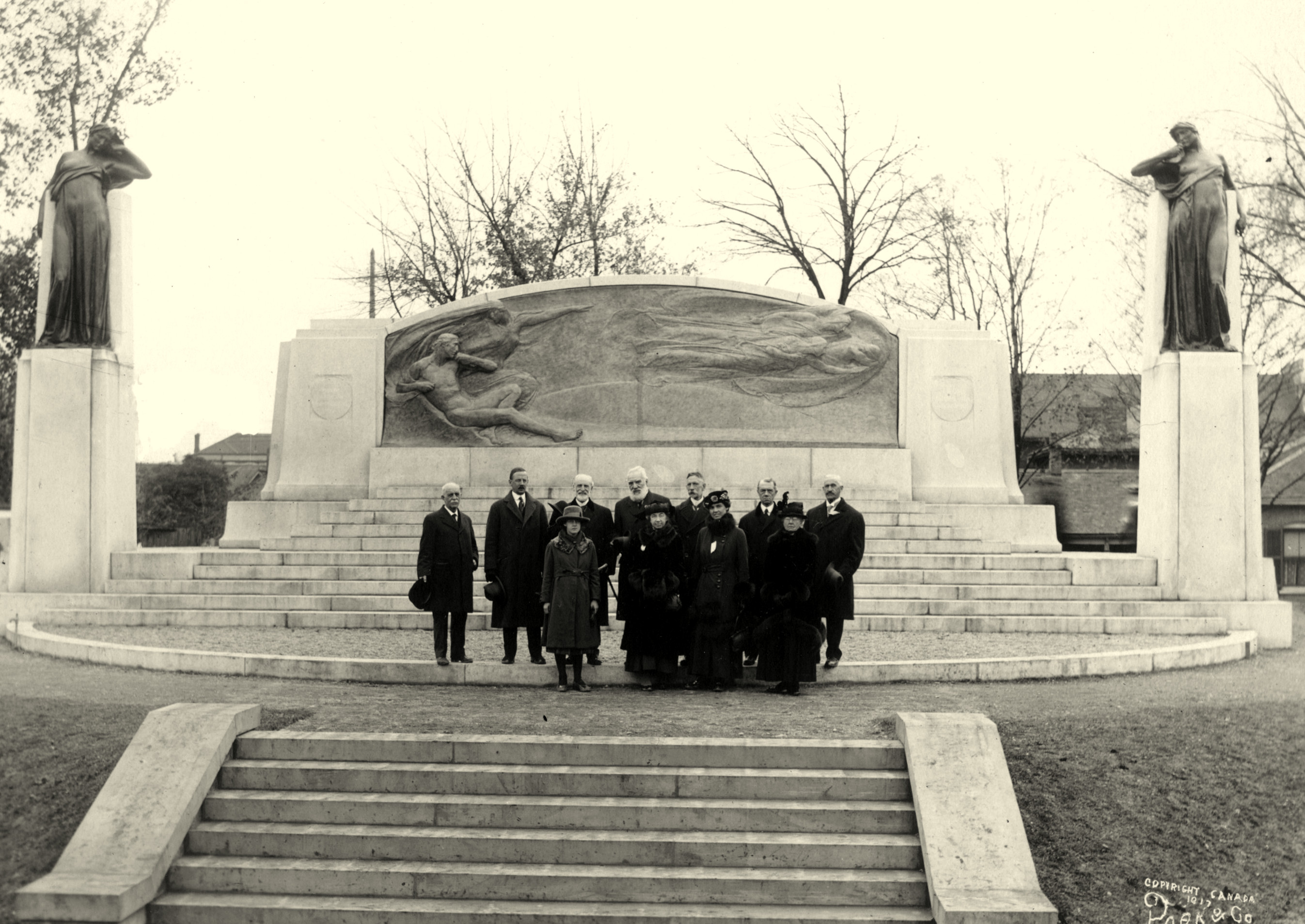
Bell, rear row, centre, with committee members. Front row, from left: Bell's granddaughter, Dr. Mabel Harlakenden Grosvenor; his wife, Mabel Hubbard; and Bells' eldest daughter Elsie, Mrs. Gilbert Grosvenor.